# Тартрат кадмия
Тартрат кадмия — неорганическое соединение,
соль кадмия и винной кислоты с формулой CdC4H4O6,
бесцветные кристаллы,
слабо растворяется в воде,
образует кристаллогидраты.

## Получение
- Действие винной кислоты на раствор хлорид кадмия:

{\displaystyle {\mathsf {CdCl_{2}+C_{4}H_{6}O_{6}+5H_{2}O\ {\xrightarrow {}}\ CdC_{4}H_{4}O_{6}\cdot 5H_{2}O\downarrow +2HCl}}}

## Физические свойства
Тартрат кадмия образует бесцветные кристаллы
Не растворяется в воде.
Образует кристаллогидрат состава CdC4H4O6•5H2O —
моноклинная сингония,
пространственная группа P 21,
параметры ячейки a = 0,6129 нм, b = 1,2314 нм, c = 0,7627 нм, β = 116,23°, Z = 2.